# جيديميناس بولوسكاس
جيديميناس بولوسكاس (بالليتوانية: Gediminas Paulauskas)‏ هو لاعب كرة قدم ليتواني في مركز الدفاع، ولد في 27 أكتوبر 1982 في مدينة بانيفيزيس في ليتوانيا. شارك مع منتخب ليتوانيا لكرة القدم. أما مع النوادي، فقد لعب مع أنقرة غوجو وبياست غليفيتسه ودينامو برست ونادي إكراناس ونادي إيليتشيفيتس ماريوبول ونادي بيلينزونا ونادي كرويا باكروييس.

## وصلات خارجية
- جيديميناس بولوسكاس على موقع الاتحاد الأوربي (الإنجليزية)
- جيديميناس بولوسكاس على موقع اتحاد تركيا (لاعب) (الإنجليزية)
- جيديميناس بولوسكاس على موقع اتحاد أوكرانيا (الإنجليزية)
- جيديميناس بولوسكاس على موقع قاعدة بيانات كرة القدم.إي يو (الإنجليزية)
- جيديميناس بولوسكاس على موقع ناشيونال فوتبول تيمز (الإنجليزية)
- جيديميناس بولوسكاس على موقع Soccerway.com (الإنجليزية)
- جيديميناس بولوسكاس على موقع عالم كرة القدم.نت (الإنجليزية)